# Диканце
Дика́нце (серб. Диканце / Dikance; алб. Dikancë) — село в южной Метохии. Согласно административно-территориальному делению автономного края Косово и Метохия (в составе Сербии) село относится к общине Гора Призренского округа; согласно административно-территориальному делению частично признанной Республики Косово село относится к общине Драгаш Призренского округа.

## Общие сведения
Численность населения по данным на 2011 год — 124 человека (из них мужчин — 51, женщин — 73).
Село Диканце расположено в исторической области Гора, жители села — представители исламизированной южнославянской этнической группы горанцев (в переписи 2011 года все жители села указали своей национальностью горанскую). В качестве родного языка во время переписи жители Диканце указали сербский (19 человек), другой язык (помимо сербского, боснийского, албанского, турецкого и цыганского) указали 105 человек. Гражданами Косова согласно переписи 2011 года является 101 житель, гражданами Сербии — 23 жителя. Все жители Диканце исповедуют ислам.
Динамика численности населения в Диканце с 1948 по 2011 годы:
| Численность населения | Численность населения | Численность населения | Численность населения | Численность населения | Численность населения | Численность населения |
| 1948                  | 1953                  | 1961                  | 1971                  | 1981                  | 1991                  | 2011                  |
| --------------------- | --------------------- | --------------------- | --------------------- | --------------------- | --------------------- | --------------------- |
| 318                   | 320                   | 349                   | 392                   | 382                   | 257                   | 124                   |

Село находится приблизительно на расстоянии 1 километра от автомобильной дороги Брод — Драгаш.

## История
В 1916 году во время экспедиции в Македонию и Поморавье село посетил болгарский языковед Стефан Младенов, по его подсчётам в селе Диканце в то время было около 85 домов.